# Дитрих Ернст Георг Шпигел фон Пекелсхайм
Дитрих Ернст Георг Шпигел фон Пекелсхайм (на немски: Dietrich Ernst Georg Spiegel von Peckelsheim; * 7 февруари 1738, Колгрунд, днес част от Бад Аролзен, Валдек; † 3 юли 1789, Байройт) е благородник от род фон Шпигел, споменат за пръв път в документи през 1224 г. с резиденция замък „Бург Дезенберг“ близо до Варбург, Вестфалия.

## Произход
Той е четвъртият, най-малкият син, на Рабе Хайнрих I фон Шпигел (1697 – 1745) и съпругата му Елеонора Доротея фон Реден († 1759). Внук е на Фридрих Дитрих фон Шпигел (1656 – 1712) и Доротея София фон Фос (1672 – 1729).
В края на 16 век фамилията фон Шпигел построява водният дворец Швекхаузен, който остава 400 години до началото на 19 век собственост на фамилията.

## Фамилия
Първи брак: с графиня София Мария Каролина фон Брокдорф (* 3 юни 1748; † 30 септември 1779), дъщеря на граф Лоренц Ернст Фридрих фон Брокдорф (1710 – 1753) и фрайин Магдалена София Агнеза фон Щайн-Остхайм (1729 – 1753). Те имат три деца:
- Фридрих Вилхелм Рабан Ернст Шпигел фон Пекелсхайм, Швекхаузен, Билефелд и Лаубах (* 6 ноември 1772; † 1836), женен за Флора Аделеайда Каролина де Лин (* 18 ноември 1775; † 9 декември 1851); нямат деца
- Хайнрих Август Шпигел (1776 – 1827), женен за Катарина Гоерингер; имат три деца
- Мариана фон Шпигел, омъжена за Йоахим Филип фон Гущедт

Втори брак: на 6 януари/26 октомври 1781 г. с фрайин Хенриета София фон Зекендорф Абердар (* 29 юни 1764, Ансбах; † 7 февруари 1850, Зеггерде/Халберщат), дъщеря на фрайхер Фридрих Карл фон Зекендорф (1736 – 1796) и първата му съпруга Йохана Вилхелмина Шарлота фон Зекендорф Абердар (1742 – 1766). Нейният баща се жени втори път на 6 юни 1768 г. във Фьолкерсхаузен за графиня Елеонора Елизабета фон Брокдорф (1747 – 1824), която е по-голяма сестра на първата му съпруга София Мария Каролина. Дитрих Ернст и Хенриета София имат един син:
- Карл Емил Шпигел фон Пекелсхайм (1783 – 1849), женен за Емилия фон Ротберг (1787 – 1870); имат двама сина и дъщеря

Вдовицата му Хенриета София се омъжва втори път на 24 март 1801 г. за Вернер Адолф Хайнрих Шпигел фон Пекелсхайм (* 21 август 1754; † 21/22 ноември 1828), син на Ернст Лудвиг Кристоф фон Шпигел (1711 – 1785) и Еренгард Мелузина Йохана Шпигел фон Пекелсхайм (1729 – 1777).